# Brinckheuvel-Naturschutzgebiet
Das Brinckheuvel-Naturschutzgebiet liegt in Suriname im Distrikt Brokopondo, am östlichen Mittellauf des Saramacca.
Das Reservat wurde 1961 gegründet und umfasst ein Areal von circa 6000 ha. Es besteht aus einem repräsentativen Teil der Subgrauwacke (Sabanpasi)-Landschaft, die sich zwischen den Mittelläufen des Saramacca und des Suriname erstreckt. Die Landschaft wird durch niedrige Subgrauwacke-Hügel, Konglomeratketten und Hügel, die größtenteils aus Feucht- und Dornstrauchsavannen bestehen, gekennzeichnet. Drei Hügelspitzen, einschließlich des Brinckheuvel, sind mit weißem Sand bedeckt.